# Максимов Максим Сергійович
Максим Сергійович Максимов (рос. Максим Сергеевич Максимов; нар. 4 листопада 1995, Воронеж, Росія) — російський футболіст, нападник воронезького «Факела».

## Життєпис
Виріс у Воронежі у спортивній родині.
|                                 | Максим ще молодий хлопець, 21 рік. Думаю, саме цього сезону він добре розкрився. Його до нашого чемпіонату привіз Костянтин Сарсанія, до себе в «Атлантас». Там Максимов відіграв понад два роки, майже три. Після минулого сезону їхні шляхи розійшлися, не змогли домовитись, і Максим почав шукати інший клуб. Їздив до «Динамо» Мінськ на перегляд, але щось не зрослося. Наш клуб його непогано знав, і президент сам домовився з Максимом про перехід у «Тракай», - сказав гравець команди Дейвідас Чеснаускіс. |
| — «Чемпіонат». Липень 2017 року | |

На дорослому рівні почав виступати у 2014 році за литовський клуб «Атлантас». Дебютував у чемпіонаті Литви 8 березня 2014 року у матчі проти «Дайнави», в якому замінив у другому таймі Евальдаса Разуліса. 10 липня 2014 року вперше зіграв у єврокубках. На 87-й хвилині зустрічі першого кваліфікаційного раунду Ліги Європи проти люксембурзького клубу «Дифферданж» змінив на полі Тадаса Еліошюса і через дві хвилини відзначився голом, який дозволив «Атлантасу» вийти у другий кваліфікаційний раунд.
Влітку 2017 року перейшов до іншого литовського клубу «Тракай», почав регулярно забивати. За підсумками п'яти матчів Ліги Європи став найкращим бомбардиром кваліфікації європейського футбольного турніру, відзначився-ма 7 голами. Допоміг своєму клубу вибити шотландський клуб «Сент-Джонстон» і шведський «Норрчепінг». Незабаром після цього перейшов до македонського клубу «Вардар». Після тривалого розслідування 27 травня 2019 року ФІФА відсторонила Максимова від футболу на 4 місяці, а «Вардар» — від придбання нових гравців протягом двох трансферних вікон через порушення в оформлененні трансферу.
28 серпня 2019 року підписав 2-річний контракт з клубом Національної футбольної ліги Росії «Торпедо» (Москва). 29 вересня 2019 року дебютував за «Торпедо» у ФНЛ, в поєдинку проти «Нафтохіміка» (Нижньокамськ). Максим вийшов на поле в стартовому складі, а під час перерви був замінений. 12 жовтня 2019 року відзначився своїм першим голом за «Торпедо», на останніх хвилинах у переможному (3:2) матчі проти «Спартака-2» (Москва). 26 листопада 2019 року його контракт розірвали за обопільною згодою сторін.
21 серпня 2020 року побував на перегляді у клубі Суперліги Сербії ФК «Напредак» (Крушевац).
У жовтні 2020 року перейшов у «Факел». У футболці воронезького клубу дебютував 17 липня 2022 року в поєдинку Прем'єр-ліги Росії проти «Краснодара». Став гравцем основи та найкращим бомбардиром команди.

## Статистика виступів

### Клубна
Станом на 11 листопада 2023
| Клуб               | Сезон             | Ліга                             | Ліга  | Ліга | Кубок | Кубок | Конт. кубок | Конт. кубок | Інші  | Інші | Загалом | Загалом |
| Клуб               | Сезон             | Дивізіон                         | Матчі | Голи | Матчі | Голи  | Матчі       | Голи        | Матчі | Голи | Матчі   | Голи    |
| ------------------ | ----------------- | -------------------------------- | ----- | ---- | ----- | ----- | ----------- | ----------- | ----- | ---- | ------- | ------- |
| «Атлантас»         | 2014              | А-ліга                           | 15    | 1    | 2     | 0     | 3           | 1           | —     | —    | 20      | 2       |
| «Атлантас»         | 2015              | А-ліга                           | 29    | 10   | 5     | 2     | 2           | 0           | —     | —    | 36      | 12      |
| «Атлантас»         | 2016              | А-ліга                           | 31    | 10   | 3     | 1     | 2           | 0           | —     | —    | 36      | 11      |
| «Атлантас»         | Загалом           | Загалом                          | 75    | 21   | 10    | 3     | 7           | 1           | —     | —    | 92      | 25      |
| «Тракай»           | 2017              | А-ліга                           | 16    | 10   | 2     | 2     | 6           | 7           | —     | —    | 24      | 19      |
| «Вардар»           | 2017–18           | Македонська футбольна Перша ліга | 25    | 8    | 1     | 0     | –           | –           | —     | —    | 26      | 8       |
| «Вардар»           | 2018–19           | Македонська футбольна Перша ліга | 4     | 0    | 0     | 0     | 2           | 0           | —     | —    | 6       | 0       |
| «Вардар»           | Загалом           | Загалом                          | 29    | 8    | 1     | 0     | 2           | 0           | —     | —    | 32      | 8       |
| РФШ                | 2019              | Вірсліга                         | 4     | 0    | –     | –     | –           | –           | —     | —    | 4       | 0       |
| «Торпедо» (Москва) | 2019–20           | Перша ліга Росії                 | 6     | 1    | 1     | 0     | –           | –           | —     | —    | 7       | 1       |
| «Факел» (Воронеж)  | 2020–21           | Футбольна Національна Ліга Росії | 23    | 8    | –     | –     | –           | –           | —     | —    | 23      | 8       |
| «Факел» (Воронеж)  | 2021–22           | Перша ліга Росії                 | 37    | 22   | 2     | 0     | –           | –           | —     | —    | 39      | 22      |
| «Факел» (Воронеж)  | 2022–23           | Прем'єр-ліга Росії               | 24    | 4    | 6     | 1     | –           | –           | —     | —    | 30      | 5       |
| «Факел» (Воронеж)  | 2023–24           | Прем'єр-ліга Росії               | 11    | 1    | 6     | 2     | –           | –           | —     | —    | 17      | 3       |
| «Факел» (Воронеж)  | Загалом           | Загалом                          | 95    | 35   | 14    | 3     | 0           | 0           | —     | —    | 109     | 38      |
| Усього за кар'єру  | Усього за кар'єру | Усього за кар'єру                | 225   | 74   | 28    | 8     | 15          | 8           | 0     | 0    | 268     | 91      |

1. 1 2 3 4 5  Матчі в Лізі Європи УЄФА

## Досягнення
Індивідуальні
- Найкращий бомбардир Футбольної Національної Ліги Росії: 2021/22 (22 голи)